# La Nouvelle Liberté
La Nouvelle Liberté (deutsch: Die neue Freiheit) ist ein öffentliches Kunstwerk im Vorort Deido in Douala (Kamerun). Den Namen wählte der Künstler nach eigenen Angaben in Anlehnung, aber auch in Abgrenzung zur Freiheitsstatue in New York.

## Das Kunstwerk

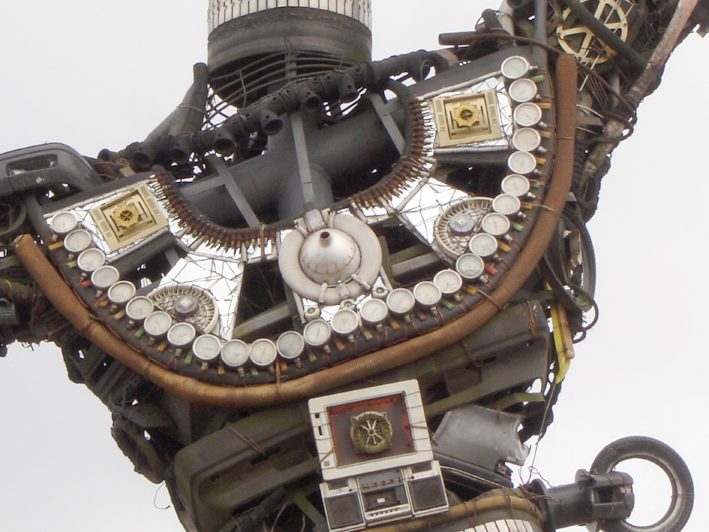

La Nouvelle Liberté ist das berühmteste und symbolträchtigste Kunstwerk im öffentlichen Raum von Douala, das bereits zu einem Wahrzeichen der Stadt geworden ist.
La Nouvelle Liberté wurde 1996 von Joseph-Francis Sumégné (* 1951) geschaffen und ist eine majestätisch wirkende 12 Meter hohe Skulptur aus Altmetall, die mitten im belebtesten Kreisverkehr von Douala, dem Rond Point Deïdo, errichtet wurde. Der Durchmesser beträgt 5 Meter und die Masse 8 Tonnen.
Dieses Kunstwerk ist eine Hommage an die zeitgenössische Kultur der Stadt: die Kultur des Recyclings, der Montage und Demontage von Objekten, der Fähigkeit der Bürger, in vielen komplexen Situationen „se débrouiller“ (zurechtzukommen). Obwohl La Nouvelle Liberté zu einer Ikone der Stadt geworden ist, wird diese Skulptur immer noch oft als Njo Njo von Deido bezeichnet (was das Böse oder das Monster von Deido bedeutet).
Diese negative Bezeichnung basiert auf den heftigen Protesten der lokalen Medien und der einheimischen Bevölkerung gegen La Nouvelle Liberté. Die ersten Polemiken betrafen hauptsächlich die ästhetischen Merkmale der aus recycelten Metallteilen gefertigten Skulptur. Außerdem kam es in den Medien zu einer heftigen Kontroverse über die Herkunft des Künstlers (der aus der Westregion Kameruns stammt), womit auf einen ethnischen Gegensatz zwischen der einheimischen und nicht-einheimischen Bevölkerung von Douala angespielt wird. Diese Schmähreden führten zu späteren Angriffen und Vandalismus am Werk.
Aus diesen Gründen wurde La Nouvelle Liberté erst elf Jahre später während der SUD Salon Urbain de Douala 2007 offiziell eingeweiht. Das Kunstwerk wurde von doual'art gesponsert und der Stadt Douala als Eigentümerin übergeben. Diese finanzierte den Sockel, auf dem die Skulptur heute steht. Die Kreuzung, an der La Nouvelle Liberté errichtet wurde, gilt als Tor der Stadt, als wichtigster Verkehrsknotenpunkt, von dem aus die Hauptboulevards der Stadt ins Zentrum (durch den Bezirk Akwa), in die östlichen beliebten Bezirke und aus Douala hinaus über die Wouri-Brücke und durch das Bonaberi-Viertel führen.
Nach der Installation und Schenkung von La Nouvelle Liberté an die Stadt hat diese erhebliche Mittel zur Aufwertung des Rond Point Deido investiert, insbesondere durch die Räumung informeller Märkte in der Umgebung des Gebiets, durch die Installation von Straßenlaternen und Oberflächenbefestigungen sowie durch die Pflege der Grünflächen des Kreisverkehrs.

## Galerie

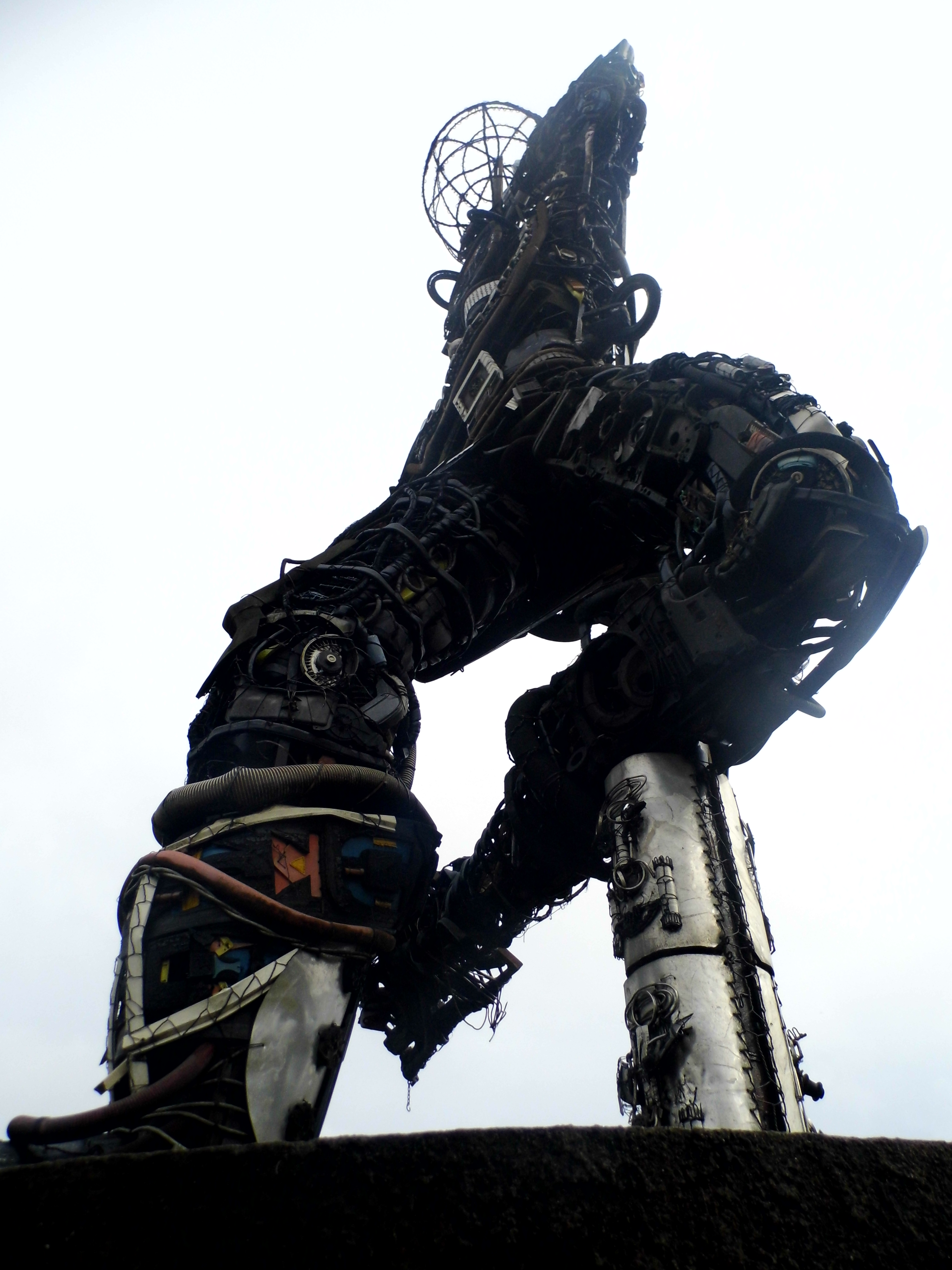
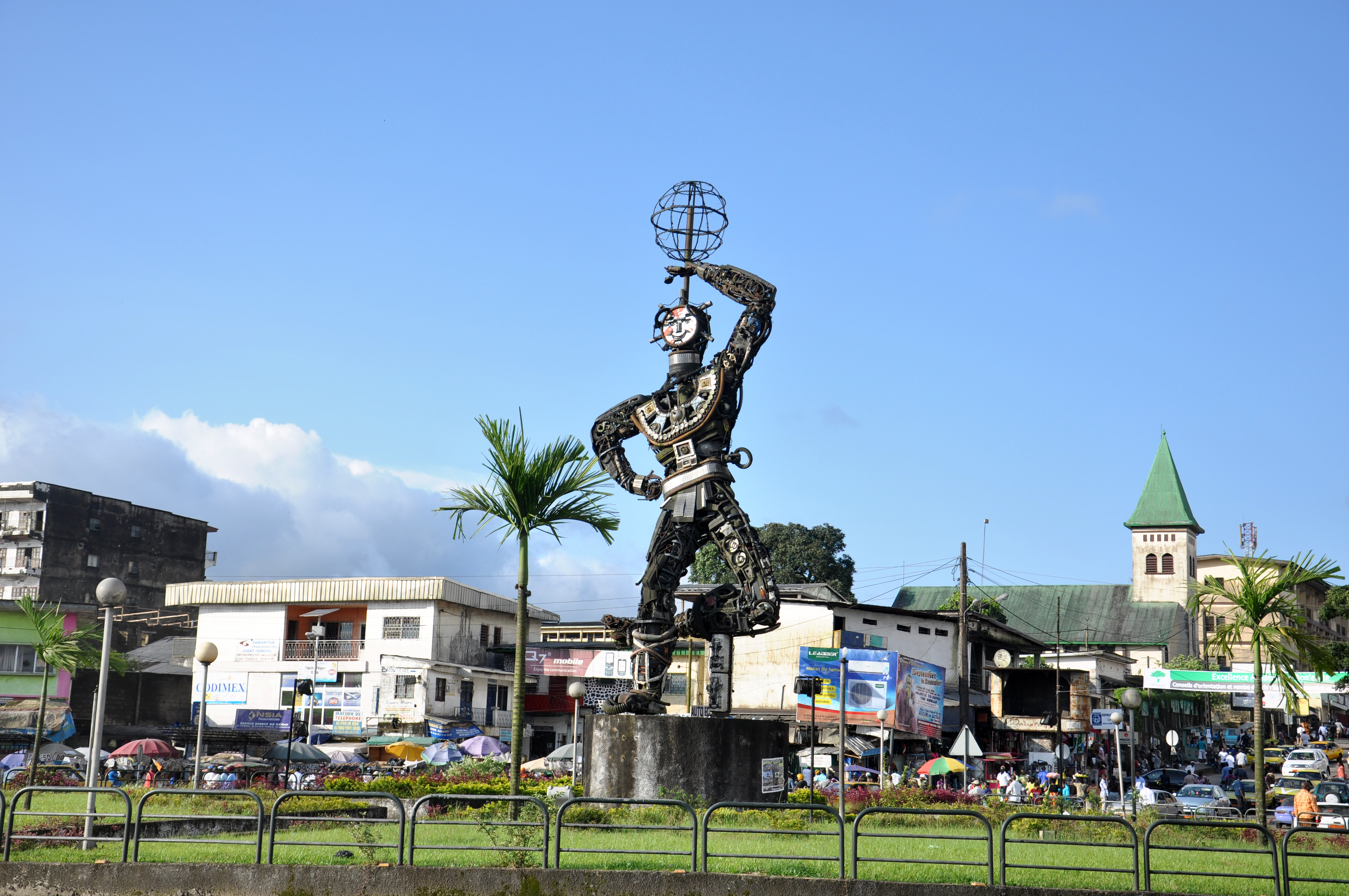
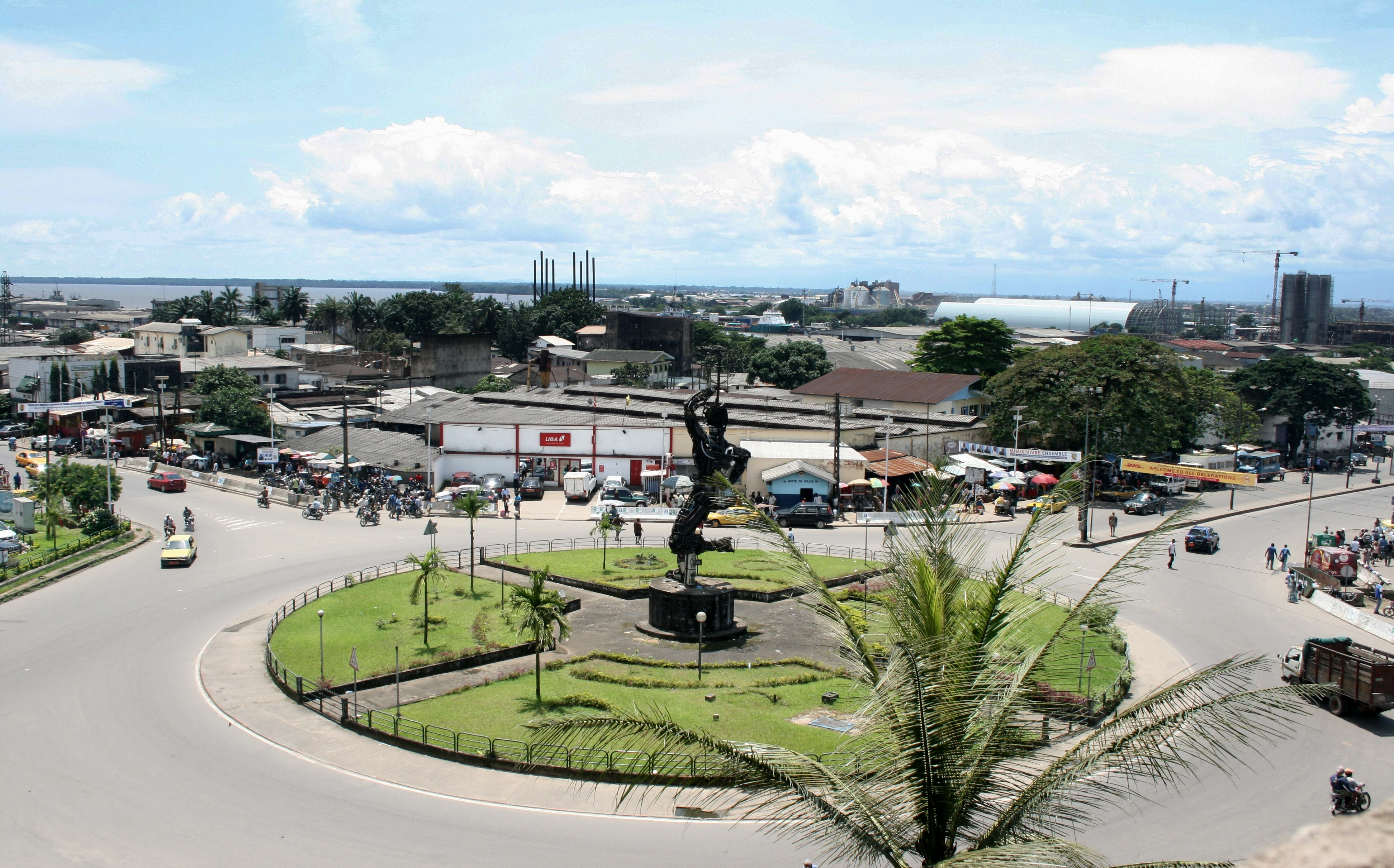
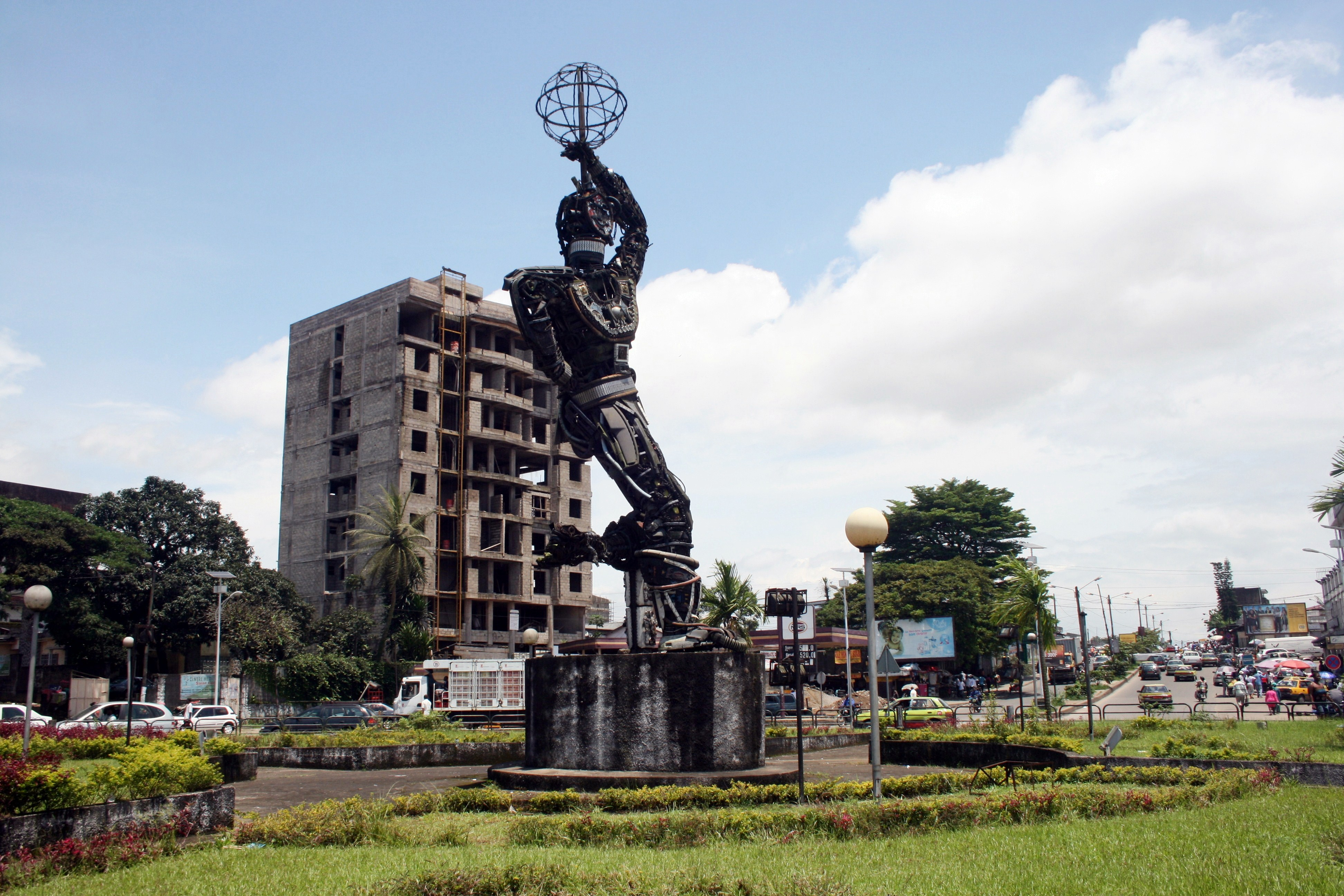
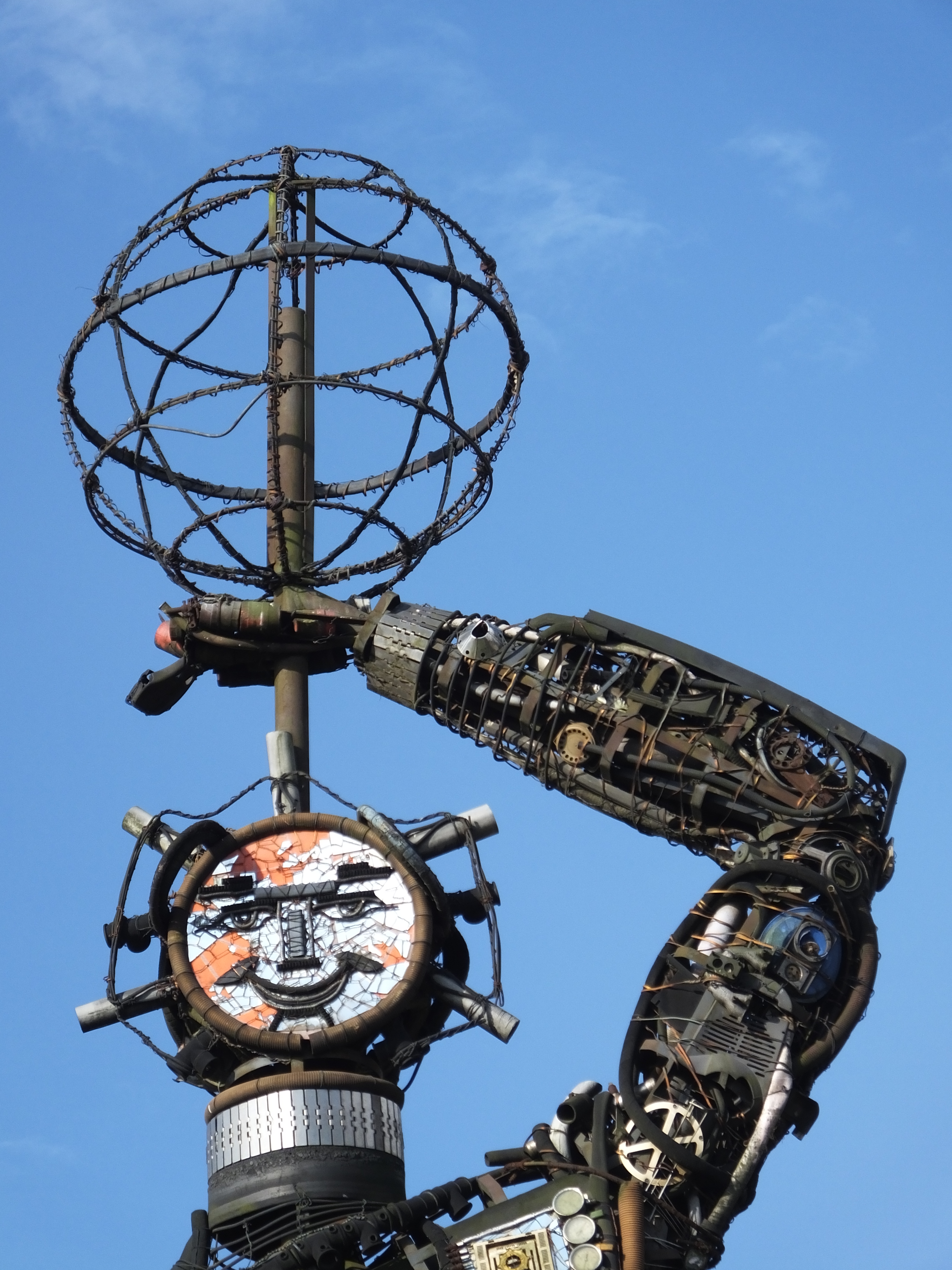
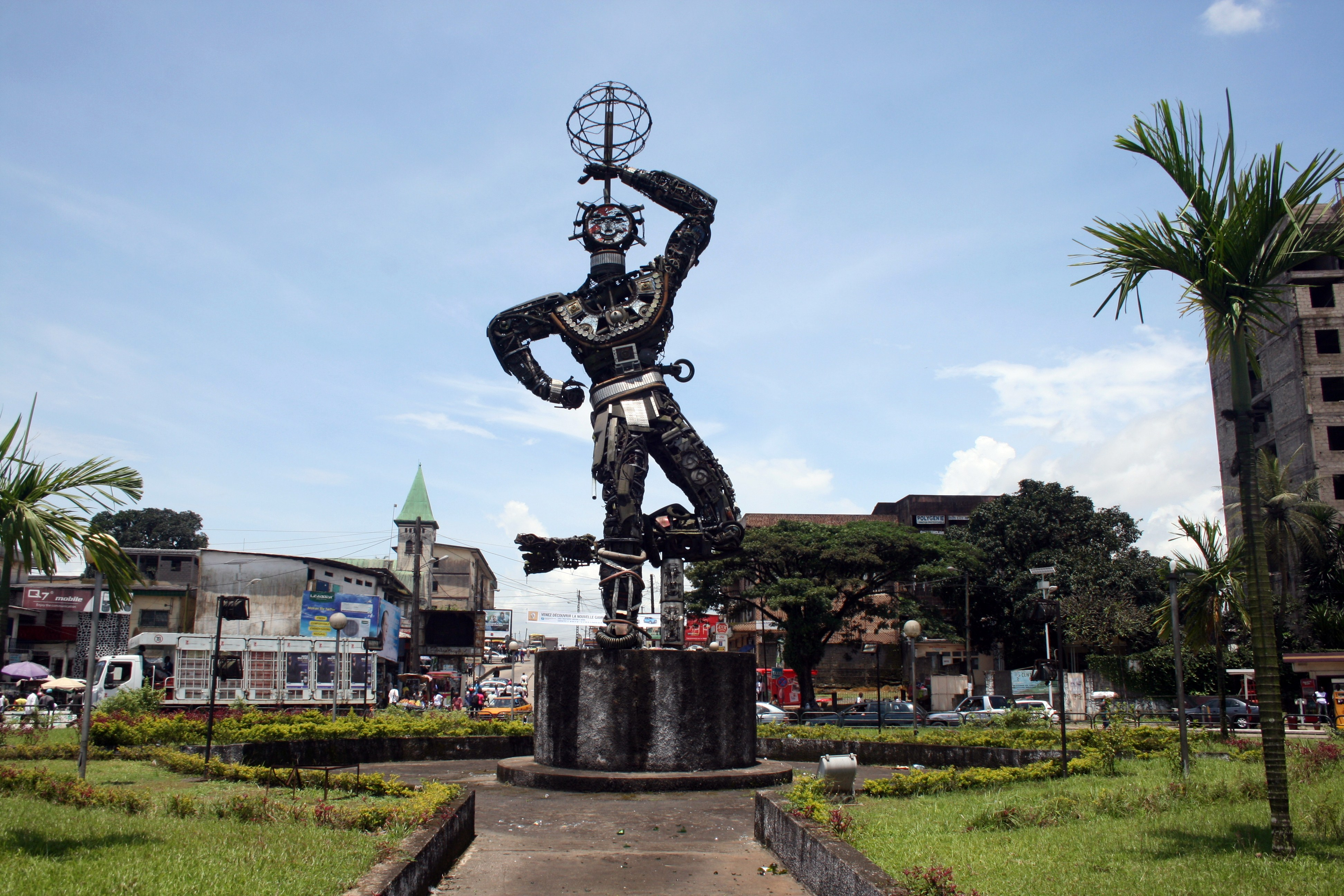
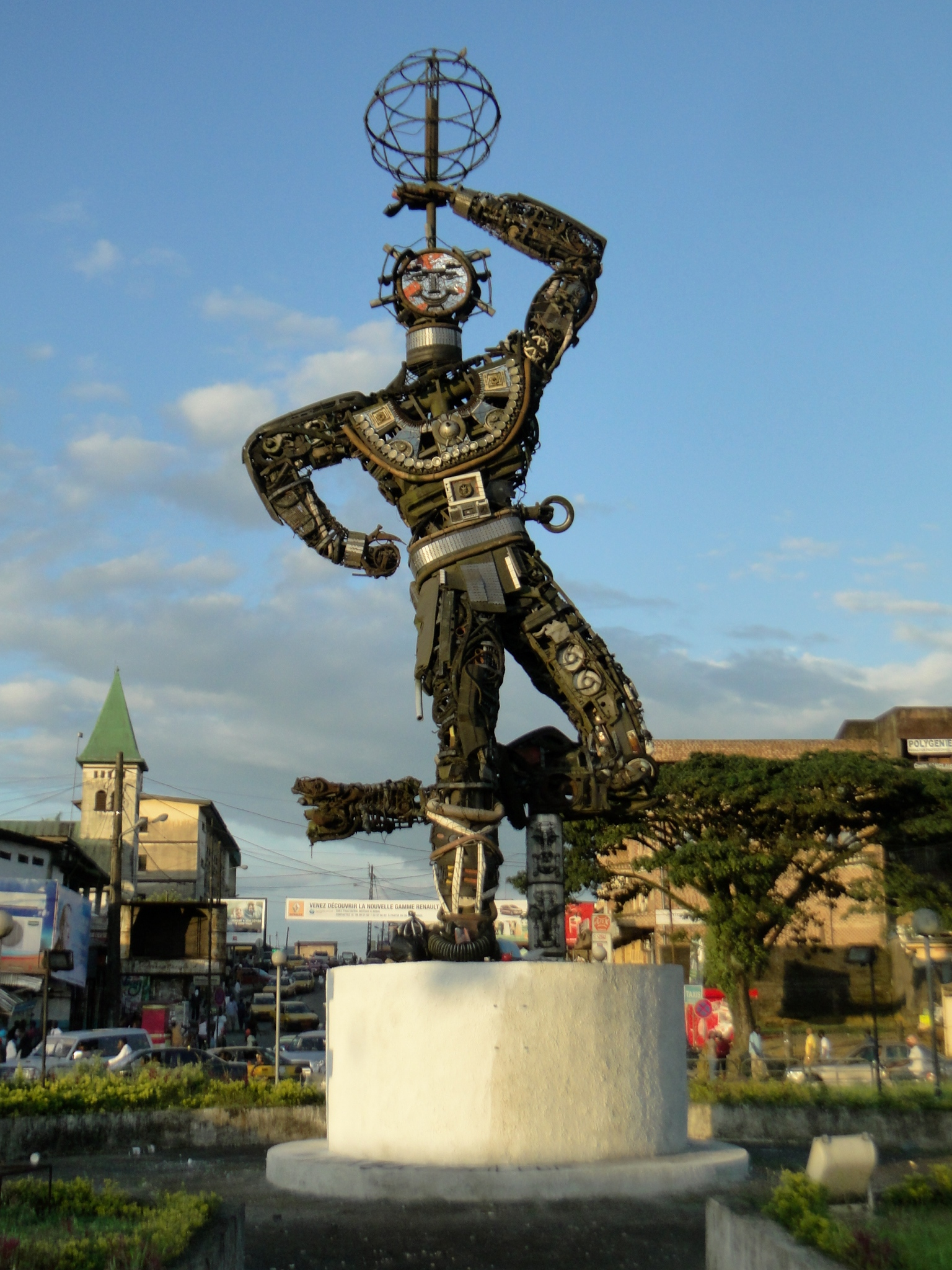
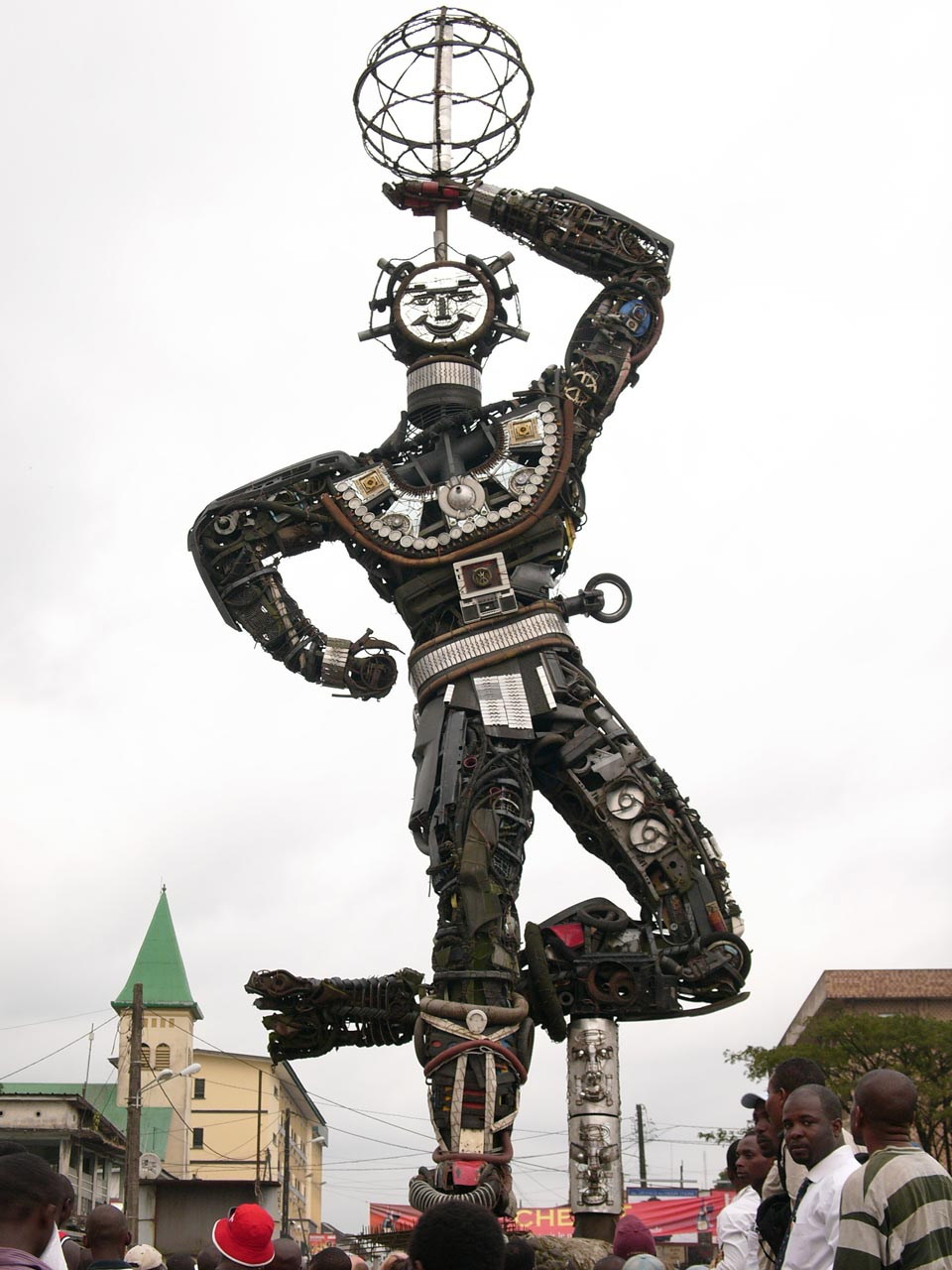
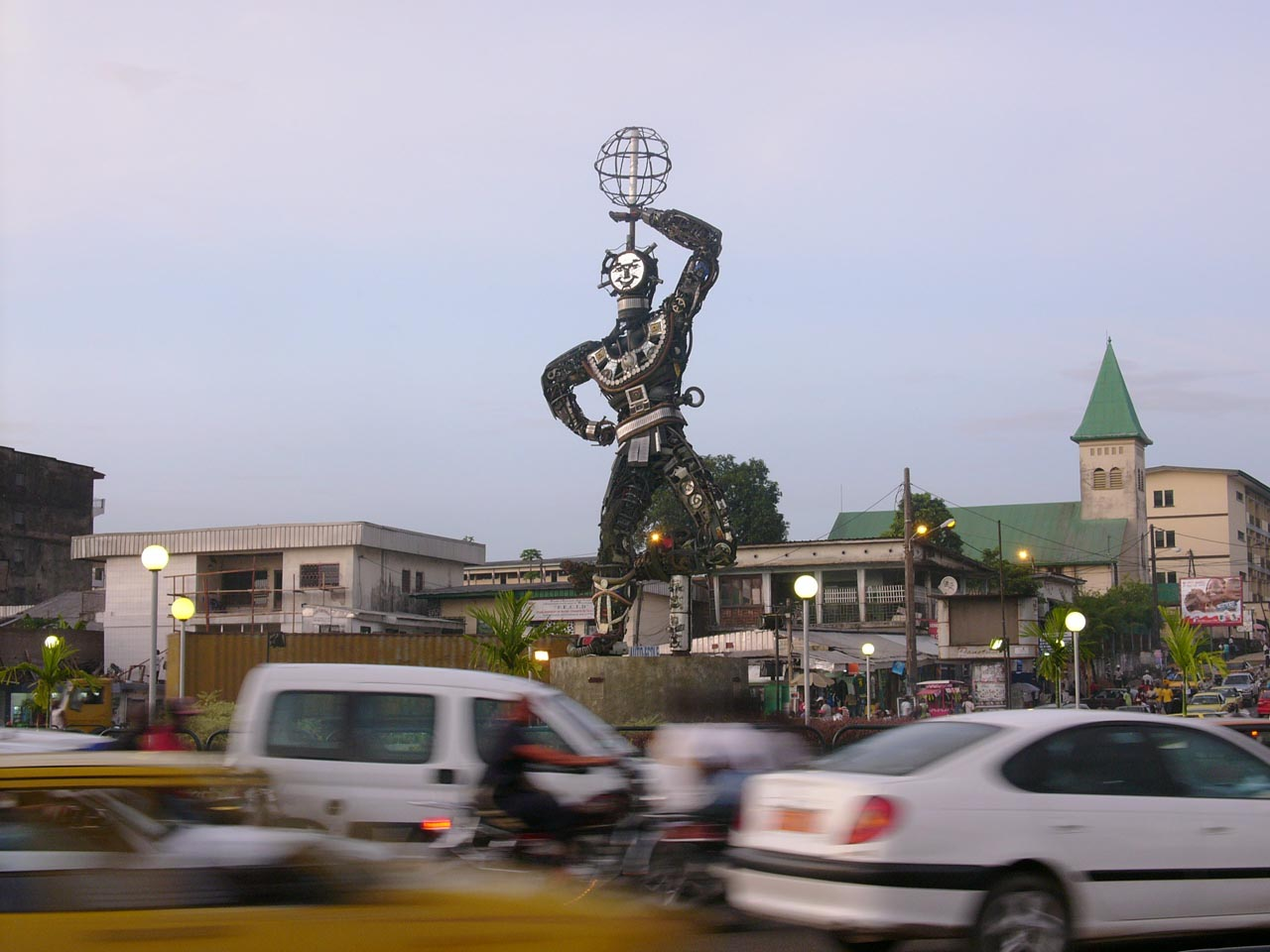
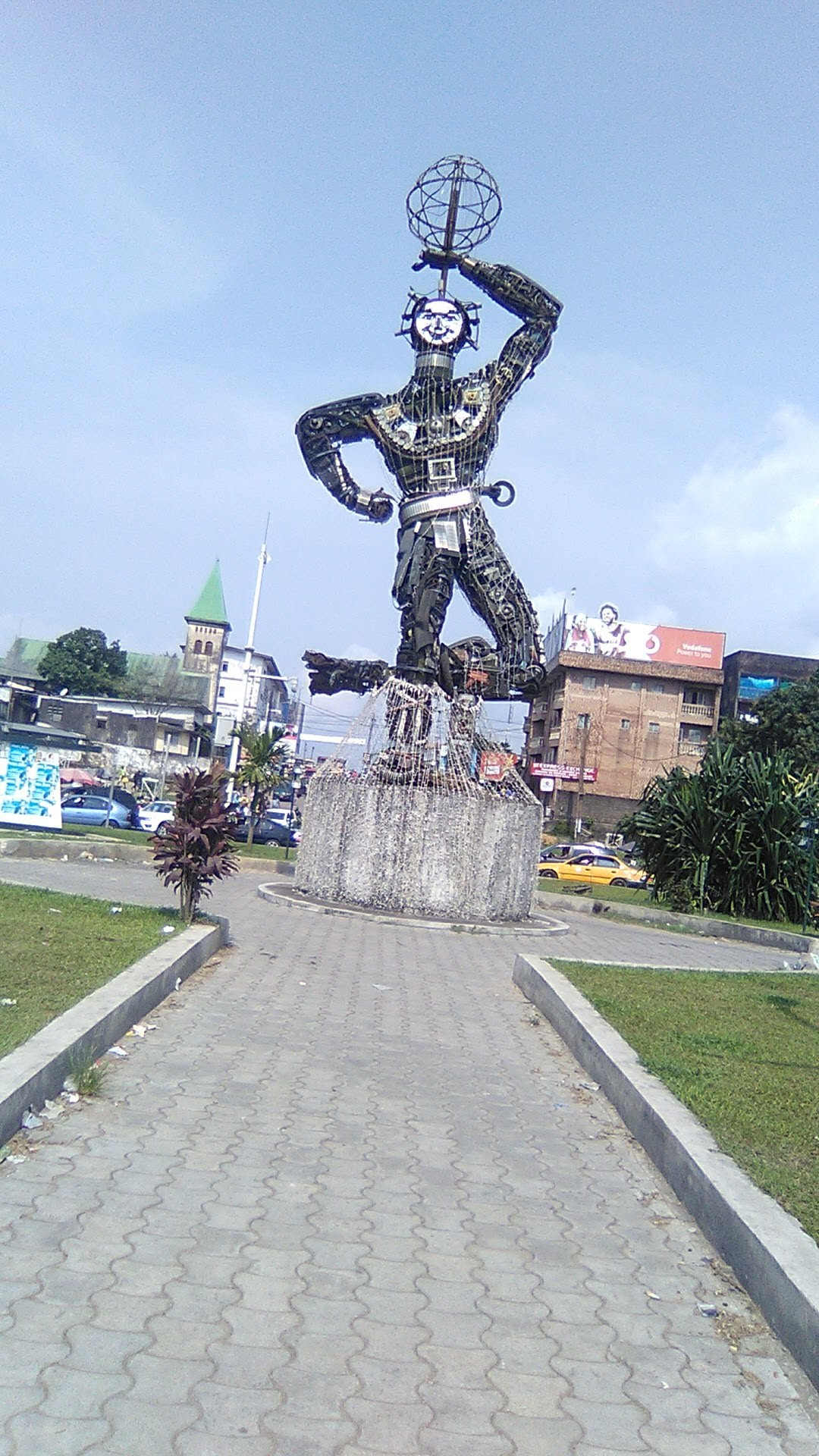
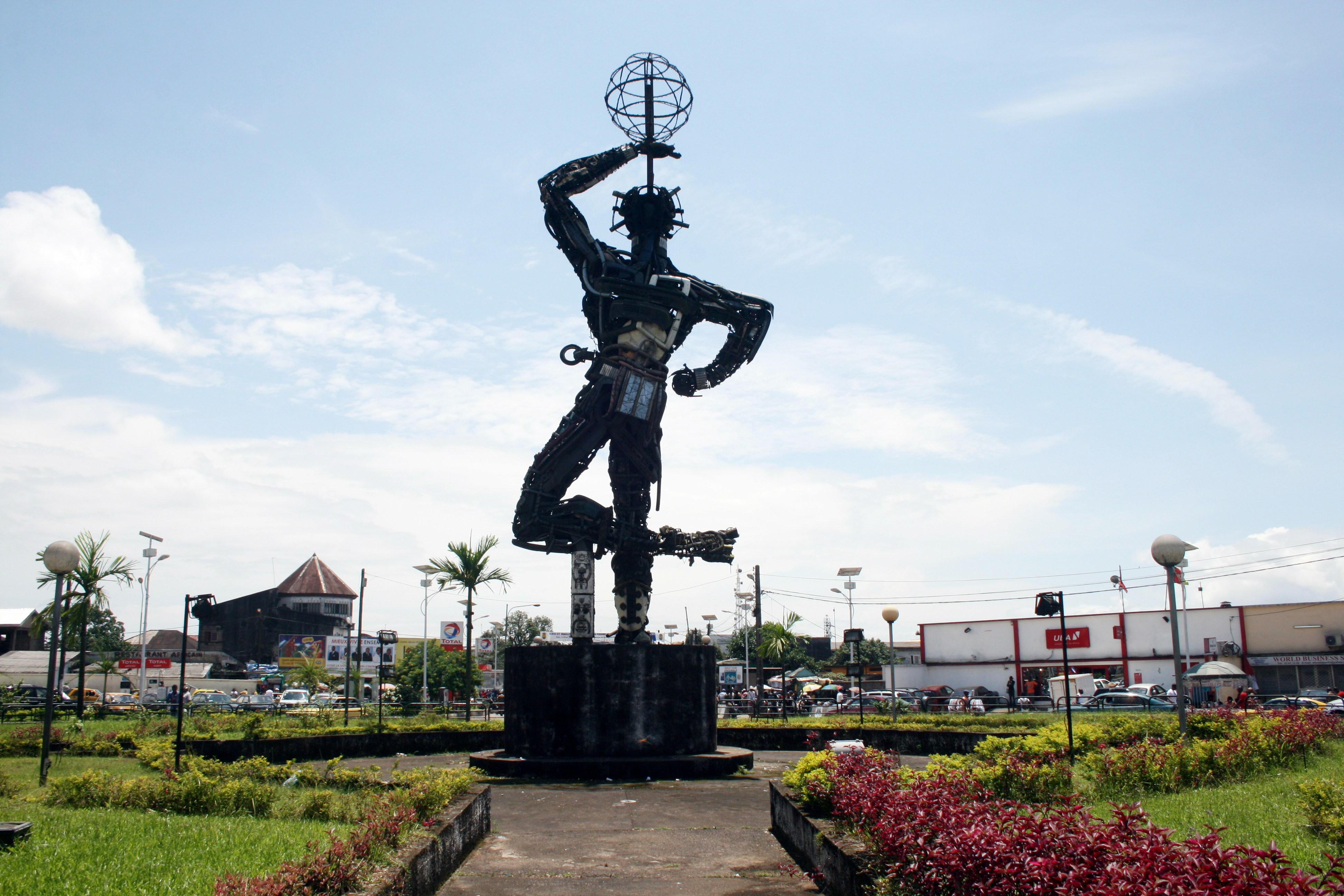
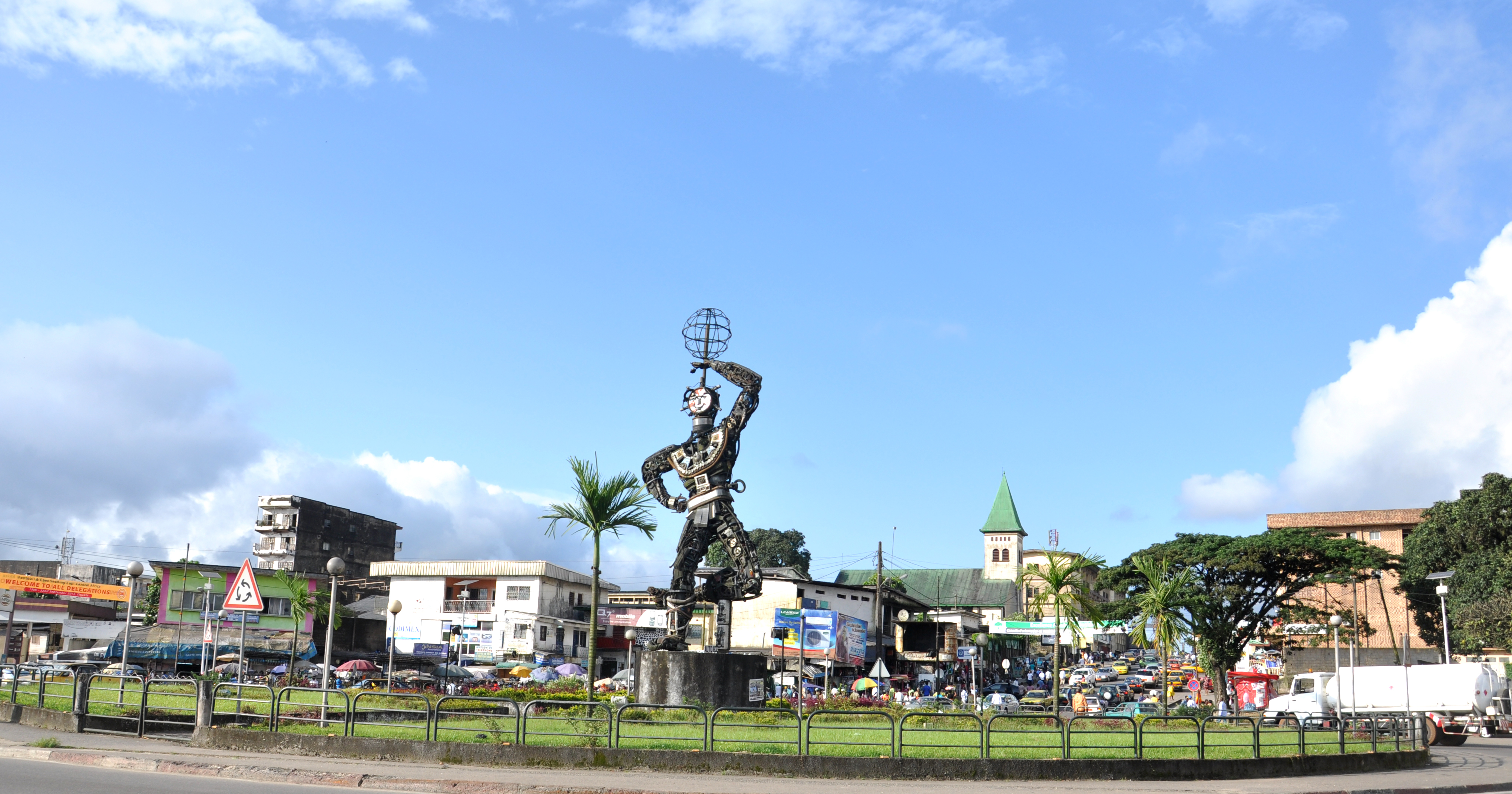
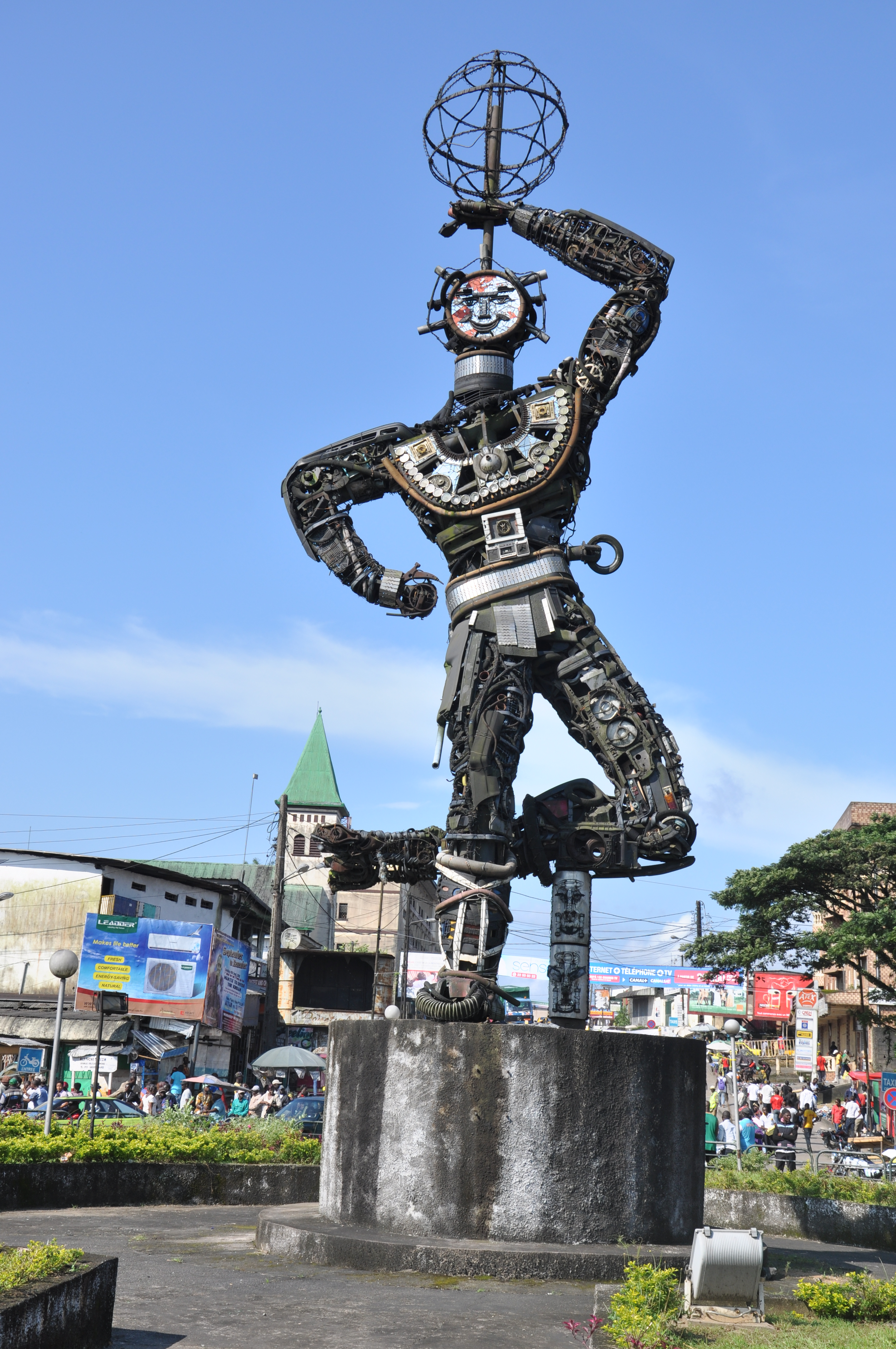